# Пасі Саарела
Пасі Саарела (фін. Pasi Saarela; 24 серпня 1973, м. Лайтіла, Фінляндія) — фінський хокеїст, правий нападник. 
Вихованець хокейної школи «Лукко» (Раума). Виступав за «Лукко» (Раума), «Йокеріт» (Гельсінкі), ХК «Вестра Фрелунда», СК «Берн», ХК «Лександс», «Ессят» (Порі). 
У складі національної збірної Фінляндії учасник EHT 2003 і 2004. У складі молодіжної збірної Фінляндії учасник чемпіонату світу 1993. У складі юніорської збірної Фінляндії учасник чемпіонату Європи 1991.
Син: Алексі Саарела.
Досягнення
- Чемпіон Фінляндії (1996, 1997), бронзовий призер (1994, 1998)
- Володар Кубка європейських чемпіонів (1996).